# پهلوان کل
پهلوان کل، روستایی از توابع بخش سیلاخور شهرستان دورود در استان لرستان ایران است.

## جمعیت
این روستا در دهستان چالانچولان قرار دارد و براساس سرشماری مرکز آمار ایران در سال ۱۳۸۵، جمعیت آن ۵۵۱۲ نفر (۱۴۴خانوار) بوده‌است.